# Mizunami
Mizunami è una città giapponese della prefettura di Gifu.